# Rede Mulher
Rede Mulher foi uma rede de televisão comercial aberta do Brasil fundada em 8 de agosto de 1994. Mesmo sendo gerada a partir da cidade de Araraquara, na região central do estado de São Paulo, toda a sua programação era produzida nos estúdios da emissora na capital paulista. Desde a estreia do canal, marcava um IBOPE considerado baixo para os padrões televisivos, oscilando entre o zero e 0,5 ponto de audiência.

## História
Fundada por Roberto Montoro, a Rede Mulher foi fundada em 8 de agosto de 1994 devido ao sucesso da Rádio Mulher, estação paulista voltada para o género feminino, com programação de gastronomia, artesanato, lazer e saúde, entre outros lazeres dedicados a mulheres.[carece de fontes?] Na rádio mulher, uma de suas principais comunicadoras foi Hebe Camargo, que trabalhou na emissora de 1976 à 1980, quando ficou em um hiato de 4 anos fora da TV, após sair da TV Tupi e antes de ser contratada pela TV Bandeirantes. Foi sucessora da extinta TV Morada do Sol, sediada na cidade de Araraquara no interior paulista. A criação do canal foi anunciada em julho do mesmo ano, com previsão de estreia para a primeira semana de agosto, tendo seu sinal atingindo cerca de cem municípios paulistas. Na época, o departamento financeiro do canal calculava que seriam gastos US$ 1 milhão no lançamento do canal. Operando em pequenos estúdios localizados no bairro da Granja Julieta, a Rede Mulher tinha a maior parte da sua programação exibida ao vivo, com programas como Com Sabor, com duração de mais de três horas, apresentando receitas. Além disso, alguns programas eram gerados a partir de Araraquara, como os boletins informativos, como A Mulher é Notícia, apresentado por Andreia Reis. O restante da programação era composto por filmes e séries.
A emissora tinha pouca audiência no início, sendo ignorada por algumas faixas do público. A partir de 1996, o canal abre o leque de programação, apresentando produções independentes de televendas, como o Shop Tour, bem como os "étnicos", como o Shalom Brasil e outros. Em abril de 1999, é anunciado que o bispo João Batista Ramos da Silva, então presidente da Rede Família, havia fechado contrato de compra do canal. A participação acionária da Rede Família seria de 50%. Ao assumir oficialmente, em 1° de maio de 1999, a Igreja Universal do Reino de Deus retirou todos os programas que não se adequavam aos seus costumes: os primeiros programas cancelados foram os ligados à comunidade judaica, bem como foram demitidos os umbandistas que tinham quadros nos programas da emissora. O programa de Clodovil Hernandes, Clodovil, também foi cancelado. A programação da madrugada, entre 0h e 2h30, passou a ser ocupada por atrações da Rede Família.
Pouco tempo depois da compra da emissora, Edir Macedo transferiu a sede da Rede Mulher para as antigas instalações da Rede Record, localizada na Avenida Miruna no bairro de Moema - desocupados desde que a emissora mudou-se para o bairro da Barra Funda, em 1995. A partir disso, começam os investimentos estruturais no canal. Em setembro de 2000, a Rede Mulher investiu US$ 500 mil na aquisição de um novo sistema de captação e finalização digital, reformou seus estúdios e lançou novos programas. No começo de 2001, inaugurou seu departamento de jornalismo e criou novos telejornais.
Em meados de dezembro de 2004, a Rede Mulher teve que responder um processo na 5ª Vara Cível Federal, por exibir programas da Igreja Universal do Reino de Deus que "demonizam religiões afro-brasileiras, como o candomblé e a umbanda" pelo fato das mesmas serem referidas com termos como "encosto", "demônios", "bruxaria" e "feitiçaria". A Rede Mulher afirmou que os "programas são de responsabilidade de quem os produz". A emissora foi acusada de racismo juntamente com a Rede Record.
Apresentando um IBOPE relativamente baixo, o Grupo Record resolveu criar um canal de notícias "all news" 24 horas por dia, inspirado nas redes CNN, BandNews TV e Globo News intitulado Record News, entre o final de 2006 e o início de 2007. Com a alta penetração da Rede Mulher em centenas de municípios brasileiros, foi definido que a emissora daria lugar a nova, assim que esta fosse lançada.
À meia-noite do dia 27 de setembro de 2007, a Rede Mulher saiu do ar após o programa Realidade Atual, quando foi substituída oficialmente pela Record News com a exibição de uma contagem regressiva para as 20h do dia 27 de setembro, quando a TV Record São Paulo completou 54 anos. E assim, os  profissionais da Rede Mulher foram, em sua maioria, demitidos.